# 2001, una odissea de tres parells de nassos o Pinotxada universal

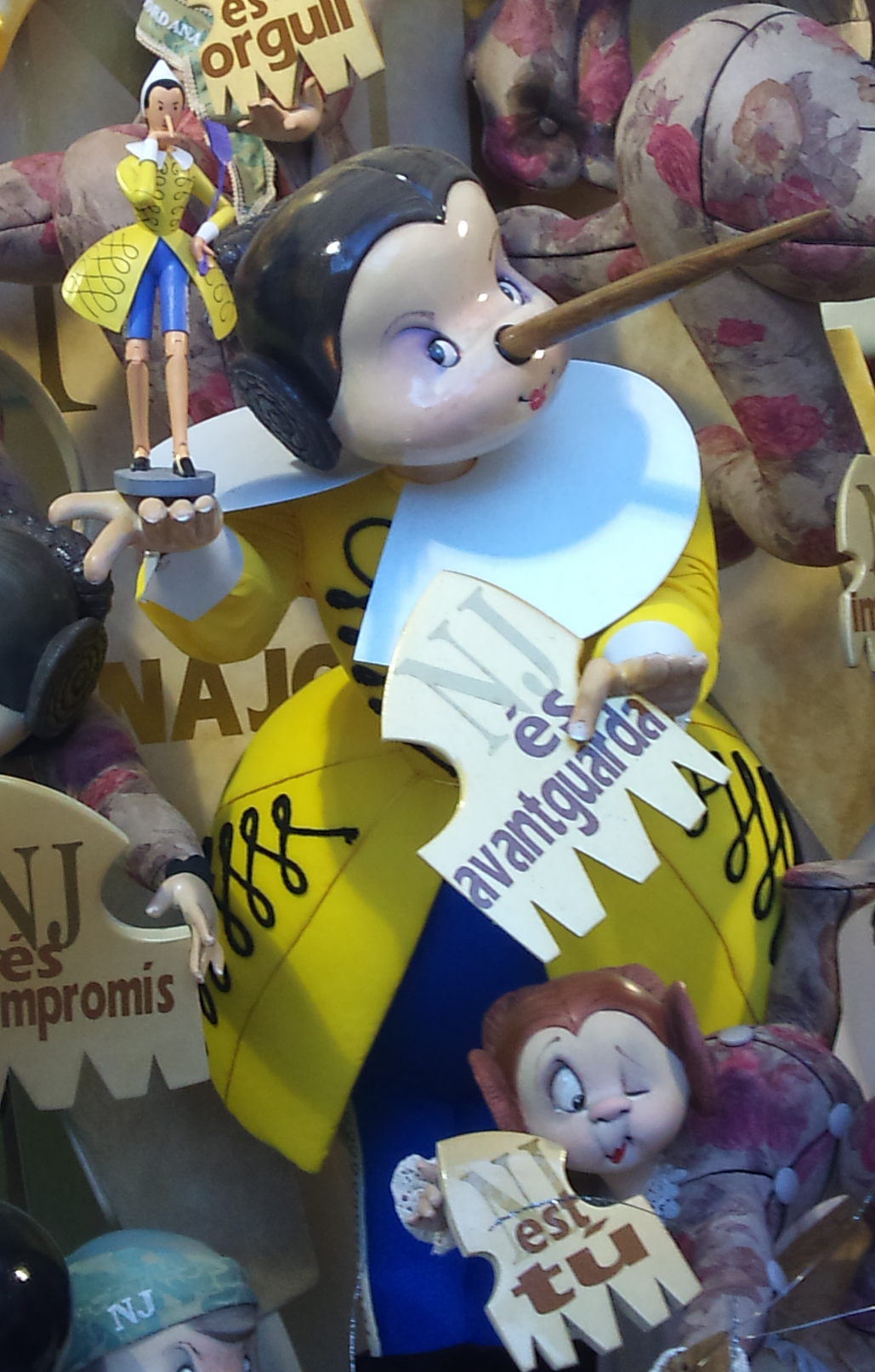
Ninot de la falla infantil de 2012, obra de Joan S. Blanch, on es pot vore una reproducció del Pinotxo plantat en 2001.

2001, una odissea de tres parells de nassos o Pinotxada universal va ser el cadafal que l'any 2001 va plantar l'Associació Cultural Fallera Na Jordana en secció especial. Actualment és recordada com un referent per a la comissió i per a les falles en general, i la figura del Pinotxo ha esdevingut una espècie de símbol per a la Falla, reutilitzant la seua figura en diferents actes i falles.

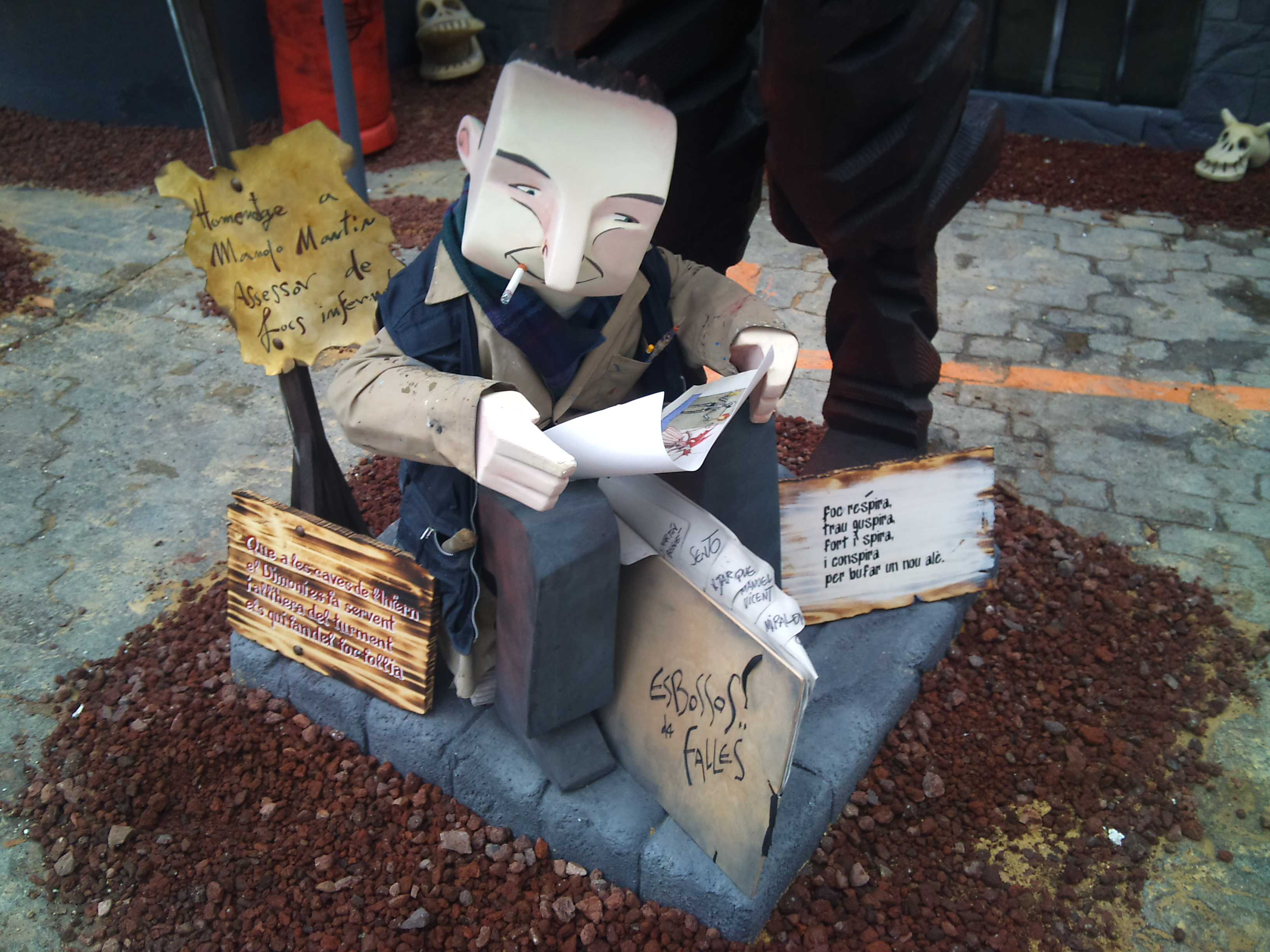
Ninot en homenatge a Manolo Martín López, al cadafal de Na Jordana de 2011, realitzat pel seu fill Manuel Martín Huguet.

L'artista encarregat de realitzar-la va ser Manolo Martín López, que va comptar amb la col·laboració de Sigfrido Martín i del crític d'art Vicente Jarque.
La falla, que naixia amb l'objectiu d'innovar, estava composta per una gran figura de Pinotxo amb una pala matamosques, dubitatiu al costat del grillo parlante. La figura central, el Pinotxo, va ser la figura més alta mai plantada en la història de les Falles fins que en 2010 Nou Campanar presentara un cadafal de 27 metres, realitzat per Pere Baenas.
La plantà d'esta gran figura va ser complicada, ja que la figura (que estava feta bàsicament de fusta, com el personatge del conte original, si bé esta versió fallera també contenia cartó i poliestirè) no es recolzava sobre una base àmplia, com sol ser habitual a la majoria de cadafals fallers, sinó que es recolzava sobre les seues fines cames. A les altres parts de la falla, que es podien visitar per dins, hi trobàvem una crítica centrada, sobretot, en la mentida i l'engany.
A banda, els ninots menors, fets de fusta, anaven vestits amb dissenys inspirats en dissenyadors de moda de referència com Jean-Paul Gaultier o Armani. Com era habitual a les falles de Martín, ens trobàvem unes línies sòbries i figures estilitzades, defugint de l'habitual barroquisme faller.
Aquell any, la falla de Na Jordana va rebre el segon premi de secció especial (la màxima categoria fallera) quedant per darrere del cadafal que Paco López va plantar per a la Falla de Convent Jerusalem. Açò va fer que des de la comissió del Carme es criticara fortament la Junta Central Fallera per una decisió que, en la seua opinió, va ser botxornosa pel fet que la JCF atorgara a Na Jordana els premis d'enginy i gràcia i de millor figura, però no el primer premi per al cadafal. Manolo Martín fins i tot va dir que la Junta Central Fallera mantenia l'esquema franquista amb la que va ser creada.
Com a mostra del seu desacord amb el premi, la comissió fallera va anar a rebre els guardons portant nassos de Pinotxo, en homenatge a la seua falla i com a manera de protestar davant la Junta Central Fallera.